# Bartłomiej Hierowski
Bartłomiej Hierowski, zwany Kościółek, Kościołek (ur. ok. 1565 w Toruniu, zm. 1612), lekarz polski, toruński fizyk miejski, autor dzieł medycznych.
Wsparty stypendium Rady Miejskiej Torunia, od stycznia 1592 studiował nauki lekarskie w Wittenberdze i w październiku następnego roku uzyskał dyplom doktora medycyny. Po studiach, w 1594, pełnił funkcję lekarza przybocznego księcia Saksonii-Weimaru Fryderyka Wilhelma I. W tym czasie ogłosił dwie rozprawy poświęcone leczeniu ran i owrzodzeń – Methodus chirurgica docens... rationem curandi apostemata, vulnera et ulcera oraz De natura et essentia spiritum corporis humani in genere. W pierwszej z nich jako przyczynę owrzodzeń podał drobne żyjątka, niszczące tkanki.
W 1596 powrócił do rodzinnego Torunia, gdzie powierzono mu obowiązki fizyka (lekarza) miejskiego. Obok praktyki medycznej miał się zajmować alchemią. Funkcję fizyka spełniał przez pięć lat; został pozbawiony stanowiska w 1601 po konflikcie z Radą Miejską oraz z drugim lekarzem, gdańszczaninem Franciszkiem Tidicaeusem (Tidyceuszem). Rok później wyjechał na stałe z Torunia. W 1604 był lekarzem kapituły gnieźnieńskiej.
Zmarł w 1612 w trakcie podróży z Warszawy do Krakowa.